# Starý Špičák
Starý Špičák (dříve také Starý Spitzenberg, německy Altspitzenberg) je zaniklá obec v katastrálním území Jablonec u Českého Krumlova, na území vojenského újezdu Boletice v okrese Český Krumlov. Vesnice se jmenovala podle hory Špičák (1221 metrů) v Želnavské hornatině.
Od zavedení obecního zřízení v polovině 19. století byl Starý Špičák samostatnou obcí. Osadami obce Starý Špičák byly: Zlatá, Květná, Nový Špičák, Račín a Zadní Bor. V letech 1938 až 1945 byl Starý Špičák v důsledku uzavření Mnichovské dohody přičleněn k nacistickému Německu. Obec zanikla v souvislosti se zřízením vojenského výcvikového prostoru.

## Obyvatelstvo
|           | 1869 | 1880 | 1890 | 1900 | 1910 | 1921 | 1930 |
| --------- | ---- | ---- | ---- | ---- | ---- | ---- | ---- |
| Obyvatelé | 111  | 117  | 96   | 85   | 86   | 93   | 97   |
| Domy      | 24   | 22   | 22   | 19   | 20   | 20   | 20   |